# Station Sieradz Męka
Station Sieradz Męka is een spoorwegstation in de Poolse plaats Sieradz.